# ويليز جيب ستيشن واغن
ويليز جيب ستيشن واغن (بالإنجليزية: Willys Jeep Station Wagon)‏ هي سيارة من تصنيع شركة يليز أوفرلاند موتورز.